# Melampigo
En la mitología griega, Melampigo (en griego antiguo: Μελαμπύγος) es un nombre que significa «el hombre de las posaderas negras». De ese supuesto hombre debían huir los dos hermanos llamados los Cercopes, según consejo de su madre: Senón.
Estos dos hermanos, siendo niños, trataron de robar sus armas a Heracles, a quien habían encontrado dormido. Este los cogió y los ató por los pies cabeza abajo cada uno de un extremo de un palo, que se echó al hombro. Así vieron los Cercopes el trasero bronceado tras años de exponerlo al sol de Heracles y entonces los revoltosos dijeron: "Éste debe ser el temido Melampigo", lo que provocó la risa de Heracles y les valió la libertad.